# Новая Слобода (Черновицкая область)
Новая Слобода (укр. Нова Слобода) — село в Вашковецкой сельской общине Днестровского района Черновицкой области Украины.
До 2020 года входило в Сокирянский район
Население по переписи 2001 года составляло 238 человек. Почтовый индекс — 60222. Телефонный код — 3739. Код КОАТУУ — 7324082002.